# Serra do Navio
Serra do Navio este un oraș în unitatea federativă Amapá (AP) din Brazilia.